# ГЕС-ГАЕС Шварценбах
ГЕС-ГАЕС Шварценбах — гідроакумулювальна електростанція в Німеччині на південному заході країни, у федеральній землі Баден-Вюртемберг. Розташована в басейні річки Мурґ (права притока Рейну), яка дренує північну частину Шварцвальду.
Верхнім резервуаром станції є водосховище Шварценбах-Штаузее, створене на невеликій річечці Шварценбах (впадає у ліву притоку Мургу Раумюнзах). Водосховище також поповнюється за рахунок потоку Зеебах (до створення гідрокомплексу впадав у Шварценбах) і за допомогою підземного тунелю довжиною понад 6 км, яким перекидається вода зі струмків Biberach та Hundsbach (їхнім злиттям і утворюється згаданий вище Раумюнзах). Гребля водосховища Шварценбах-Штаузее, споруджена з використанням мурованих та бетонних елементів, має висоту 65 метрів, довжину 400 метрів та утримує 14,4 млн м3 води. При роботі в режимі гідроакумуляції запасеної у верхньому резервуарі води вистачає для 4,5 години роботи станції на номінальній потужності.
Нижній резервуар створений на Мурзі. На його західному березі розміщено наземний машинний зал, до якого через тунель і напірний водовод подається ресурс із Шварценбах-Штаузее. Напір води при цьому становить 357 метрів. Основне обладнання ГАЕС становлять дві турбіни типу Пелтон загальною потужністю 44 МВт та насос із показником у 20 МВт.
Можливо відзначити, що ГАЕС Шварценбах має спільний машинний зал із ГЕС Мург потужністю 22 МВт. До останньої вода подається дериваційним тунелем, який починається вище за течією Мургу із водосховища Kirschbaumwasen та на завершальному етапі переходить у водовод, паралельний до нижньої частини водоводу ГАЕС. При цьому ГЕС Мург має напір більш ніж удвічі менший від показника станції Шварценбах — 145 метрів. Дві названі станції разом із малими ГЕС Нейдердрюкверк (працює на греблі нижнього резервуару) та Раумюнзахверк (дериваційна ГЕС на Раумюнзаху, розташована незадовго до впадіння Шварценбаху) утворюють комплекс із назвою Rudolf-Fettweis-Werk. Його спорудження почалось у 1914-му та тривало до 1926 року.
Ефективність гідроакумулювального циклу ГАЕС Шварценбах, що була одним із перших об'єктів такого типу в Німеччині, становить лише 55,5 %. Тому в середині 2010-х почали розробляти плани спорудження нової гідроакумулювальної станції потужністю 70 МВт. Вона повинна бути виконана в підземному варіанті та використовуватиме ту ж схему з нижнім та верхнім резервуарами, що й Шварценбах. За умови реалізації цих планів останню планується демобілізувати. Крім того, розглядається можливість побудувати нову гідроакумулювальну схему із Шварценбах-Штаузее як нижнім резервуаром, яка матиме потужність 200 МВт.